# Arboricornus ruber
Arboricornus ruber är en fjärilsart som beskrevs av George Francis Hampson 1894. Arboricornus ruber ingår i släktet Arboricornus och familjen nattflyn. Inga underarter finns listade i Catalogue of Life.